# Fiume Fiumedinisi, Monte Scuderi
Fiume Fiumedinisi, Monte Scuderi este o arie protejată (arie specială de conservare — SAC, sit de importanță comunitară — SCI) din Italia întinsă pe o suprafață de 7.198 ha, integral pe uscat.

## Localizare
Centrul sitului Fiume Fiumedinisi, Monte Scuderi este situat la coordonatele 38°03′25″N 15°20′47″E / 38.056944°N 15.346389°E.

## Înființare
Situl Fiume Fiumedinisi, Monte Scuderi a fost declarat sit de importanță comunitară în septembrie 1995 pentru a proteja 3 specii de plante și 12 specii de animale. Situl a fost protejat și ca arie specială de conservare în decembrie 2015.

## Biodiversitate
Situată în ecoregiunea mediteraneană, aria protejată conține 19 habitate naturale: Păduri aluvionare cu Alnus glutinosa și Fraxinus excelsior (Alno-Padion, Alnion incanae, Salicion albae), Lande oro-mediteraneene cu formațiuni endemice de grozamă, Pseudostepă cu ierburi și specii anuale de Thero-Brachypodietea, Liziere de ierburi înalte hidrofile de câmpie și de nivel montan până la alpin, Râuri mediteraneene cu debit intermitent, cu specii de Paspalo-Agrostidion, Fânețe de joasă altitudine (Alopecurus pratensis, Sanguisorba officinalis), Pante stâncoase calcaroase cu vegetație casmofită, Cursuri de apă de la nivel de câmpie la nivel montan, cu vegetație Ranunculion fluitantis și Callitricho-Batrachion, Păduri de Castanea sativa, Peșteri inaccesibile publicului, Izvoare petrifiante cu formare de travertin (Cratoneurion), Păduri pe pante, grohotișuri și ravene de Tilio-Acerion, Grohotișuri termofile și vest-mediteraneene, Tufărișuri termo-mediteraneene și de pre-deșert, Păduri de Quercus ilex și Quercus rotundifolia, Galerii de Salix alba și de Populus alba, Păduri de Platanus orientalis și Liquidambar orientalis (Platanion orientalis), Păduri de stejar alb estice, Pante stâncoase silicioase cu vegetație casmofită.
La baza desemnării sitului se află mai multe specii protejate:
- plante (3): Dianthus rupicola, Leontodon siculus, Woodwardia radicans
- păsări (10): Alectoris graeca whitakeri, acvilă de munte (Aquila chrysaetos), erete de stuf (Circus aeruginosus), erete vânăt (Circus cyaneus), erete alb (Circus macrourus), Falco biarmicus, Falco naumanni, gaia neagră (Milvus migrans), viespar (Pernis apivorus), silvie de tufiș (Sylvia undata)
- nevertebrate (1): Cordulegaster trinacriae
- reptile (1): țestoasă bănățeană (Testudo hermanni)

Pe lângă speciile protejate, pe teritoriul sitului au mai fost identificate 50 de specii de plante, 5 specii de amfibieni, 4 specii de mamifere, 65 de specii de nevertebrate, 9 specii de reptile.